# Грязь (фильм, 2013)
«Грязь» (англ. Filth) — чёрная трагикомедия режиссёра Джона С. Бейрда, экранизация романа «Дерьмо» Ирвина Уэлша. Главную роль исполнил Джеймс Макэвой. Мировая премьера состоялась 16 сентября 2013 года, в России — 28 ноября того же года.

## Сюжет
Слоган фильма — «Этот маленький поросёнок пошёл в город!» (англ. This Little Piggy went to town!)
Действие фильма происходит до, во время и после Рождества. Главный герой — Брюс Робертсон, детектив-сержант сыскной полиции города Эдинбурга, стремящийся получить вакантную должность детектива-инспектора. Начальник Брюса Боб Тоал поручает ему руководство расследованием убийства японского студента в подземном переходе. Кроме Брюса на должность инспектора претендуют также его коллеги по отделу сыскной полиции — опытные детективы Питер Инглис (Брюс подозревает его в гомосексуальности) и Даги Гиллман («типичный шотландский полицейский» с расистскими наклонностями), Гас Бейн («не хватающий звёзд с неба» полицейский пенсионного возраста), новичок в отделе Рэй Леннокс (кокаиновый наркоман) и молодая девушка-детектив Аманда Драммонд. Чтобы устранить соперников, Робертсон использует все возможные средства, подставляя и унижая их: спит с женой Гиллмана Крисси, распускает слухи насчёт сексуальной ориентации Инглиса, настраивает всех против новичка Леннокса.
Кэрол, жена Брюса, ждёт продвижения мужа по служебной лестнице и считает, что если он по-настоящему любит её, то должен добиться повышения.
Брюс ведёт беспорядочную половую жизнь, употребляет в больших количествах наркотики, алкоголь, применяет недопустимые меры, допрашивая подозреваемых. Попутно у него развивается острое психическое расстройство, проявляющееся в постоянных галлюцинациях. Брюс посещает врача, чтобы избавиться от них, но образ доктора Росси, его лечащего врача, является к нему в кошмарах, напоминая неприятные моменты из прошлого.
У Робертсона есть приятель — Клиффорд «Блэйдси» Блэйдс, вместе с ним они посещают эдинбургскую масонскую ложу. Втайне от Блэйдси Брюс терроризирует его жену Банти телефонными звонками пошлого содержания от имени некого Фрэнка Сайдботтома, попутно «ведя поиски» «настоящего телефонного хулигана» по поручению Тоала.
Из-за наркотической зависимости, галлюцинаций и других проблем Брюс никак не может сосредоточиться на расследовании убийства студента. Плетя интриги, он постепенно запутывается в них сам, создавая новые и новые проблемы. Чтобы скрыться от них, Робертсон уезжает вместе с Блэйдси в Гамбург, чтобы провести время в Репербане — местном «Квартале красных фонарей».
По возвращении в Эдинбург Робертсон узнаёт, что отстранён от руководства расследованием, а на его место назначена Драммонд. Планы Брюса насчёт повышения постепенно рассыпаются, Тоал заявляет, что Брюсу «не видать повышения как собственных ушей». Окончательно погрязая в интригах, Брюс подставляет Блэйдси, обвиняя его в том, что он и есть телефонный хулиган, терроризирующий Банти. Блэйдси арестовывают, а Робертсон соблазняет Банти.
В какой-то момент Брюс осознаёт, что Кэрол вместе с дочерью давно ушла от него к темнокожему любовнику Стиву, а всё это время он общался с ней в своих галлюцинациях, переодеваясь в женскую одежду и разгуливая по улицам. Во время одной из таких прогулок в рождественскую ночь Робертсона ловят и избивают подозреваемые в убийстве японского студента местные хулиганы. Они пытаются расквитаться с Брюсом, но тому удаётся убить главаря банды. Избитого и в женской одежде Брюса находят Инглис и Драммонд.
Из-за произошедшего Робертсона понижают до констебля, должность детектива-инспектора занимает Леннокс. От Брюса отворачиваются все, кроме Мэри — вдовы умершего от сердечного приступа мужчины, которого некогда Брюс пытался спасти.
Робертсон записывает видеообращение к выпущенному из следственного изолятора Блэйдси, в котором, предварительно надев парадную форму, даёт ему личные советы и называет своим единственным другом, а после записи он сооружает петлю для повешения из шарфа, подаренного ему Мэри. В последний момент перед смертью он видит за стеклом своей входной двери пришедшую в гости Мэри с сыном, но, не дождавшись его, они уходят. Брюс со слезами на глазах в последний раз в жизни произносит фразу «Правила везде одни», и стул под его ногами ломается.

## В ролях
| Актёр           | Роль                                         |
| --------------- | -------------------------------------------- |
| Джеймс Макэвой  | детектив-сержант Брюс «Роббо» Робертсон      |
| Эдди Марсан     | друг Брюса Клиффорд «Блэйдси» Блэйдс         |
| Джейми Белл     | детектив-сержант, приятель Брюса Рэй Леннокс |
| Шона Макдональд | жена Брюса Кэрол Робертсон                   |
| Ширли Хендерсон | жена Блэйдси Банти Блэйдс                    |
| Джим Бродбент   | лечащий врач Брюса доктор Верм Росси         |
| Имоджен Путс    | детектив Аманда Драммонд                     |
| Джон Сешнс      | старший инспектор Роберт «Боб» Тоул          |
| Иман Эллиотт    | детектив Питер Инглис                        |
| Гэри Льюис      | детектив Гас Бэйн                            |

| Актёр              | Роль                                          |
| ------------------ | --------------------------------------------- |
| Брайан Маккарди    | детектив Даги Гиллман                         |
| Кейт Дики          | любовница Брюса, жена Гиллмана Крисси Гиллман |
| Джоан Фроггатт     | вдова умершего мужчины Мэри                   |
| Поллианна Макинтош | секретарша Тоула Карен Фултон                 |
| Иэн Де Кэскер      | Окки                                          |
| Мартин Компстон    | Грэм Горман                                   |
| Трейси-Энн Оберман | Диана                                         |
| Рон Донаки         | Гектор                                        |
| Дэвид Соул         | мужчина в автомобиле                          |

## Создание
Наш фильм многого требует от зрителей. Не только потому, что в нём есть отвратительные сцены, но и потому, что в его сюжетных линиях трудно разобраться. Мы порой нарочно снимали невнятицу.
Джеймс Макэвой был отобран на роль Брюса Робертсона не сразу. «Помню, я впервые встретился с ним в фойе гостиницы и подумал, что он слишком молод и красив, чтобы играть в „Грязи“. Я поднялся в номер и сказал жене: „Он нам не подходит“. Когда я вернулся, Джеймс преобразился. У него как будто за пять минут выросла щетина. Он превратился в злобного, жестокого человека… Он превратился в Брюса», — впоследствии вспоминал Ирвин Уэлш.
При написании сценария Джон С. Бейрд, являющийся поклонником романа «Дерьмо», отказался от некоторых сцен и деталей, присутствовавших в произведении Уэлша. Так, например, в «Грязи» не было рассказано о кожной сыпи Брюса Робертсона, почти полностью была изъята сюжетная линия с поселившимся внутри главного героя глистом.
Сам Ирвин Уэлш, принимавший активное участие в создании «Грязи», отмечал, что его роман «Дерьмо» не очень подходит для экранизации. «Это мягко сказано! Во-первых, у Брюса нет ни единой положительной черты. Во-вторых, книга написана от первого лица, и она представляет собой поток сознания — причём сознания не только Брюса, но и его глиста», — говорил писатель.
Работая над картиной, Бейрд обратился за советом к кинорежиссёру и сценаристу Уолтеру Хиллу, который, по словам самого Бейрда, был в восторге от сценария фильма и дал несколько профессиональных советов.
Съёмки фильма проходили в городе Стерлинге и длились 36 съёмочных дней.

## Сборы и показы
В Шотландии фильм вышел в прокат 27 сентября 2013 года, в первую же неделю собрал £250 тысяч и достиг первого места в чартах. Премьера во всей Великобритании состоялась 4 октября, сборы составили более £842 тысяч. В России фильм вышел 28 ноября, сборы в первую неделю проката составили 15 млн рублей.
В конце октября — начале ноября 2013 года «Грязь» вошла в программу XIV-го фестиваля «Новое британское кино» (англ. New British Film Festival) и была показана в четырёх городах России — Москве, Санкт-Петербурге, Новосибирске и Екатеринбурге.
В Индии фильм был запрещён к показу.

## Оценки и мнения
К нам тут приходил Терри Гиллиам. Я был поражён, когда он вышел из зала шокированным. Он сказал мне: «Ваш фильм должен был называться „Пошёл на три буквы“!»
Рейтинг фильма составляет 7 из 10 на сайте IMDb и 67 % на Rotten Tomatoes.
По мнению обозревателя газеты «Коммерсантъ» Лидии Масловой, симпатизировать главному герою фильма Брюсу Робертсону, постепенно утопающему в дерьме, довольно трудно, зато с актёрской точки зрения эта роль — подарок. «В его глазах как будто действительно отражается вся та грязь, с которой полицейский сталкивается по долгу службы, притом что на экране-то собственно никакой особой грязи и нет», — пишет Маслова.
По словам обозревателя британской газеты The Independent Джеффри Макнаба, образы некоторых коллег Брюса Робертсона граничат с комедийной карикатурой. Также, по его мнению, в фильме очевидны отсылки к картине Стэнли Кубрика «Заводной апельсин».
Обозреватель издания «Газета.Ru» Егор Москвитин писал: «„Грязь“ — не только захватывающее, остроумное и злое кино о потенциале человеческой игры в уродство, но и своеобразный водораздел в жанре. Благодаря этому фильму становится заметно, насколько якобы вечный сюжет о плохих полицейских зависим от породившей его эпохи». По словам Москвитина, главный герой фильма меняет личины каждые десять минут, то сатанея, то играя в падшего ангела.
Критик Лилия Шитенбург считает, что происходящее в фильме — «цветочки» по сравнению с тем, что описал Ирвин Уэлш в своём романе «Дерьмо». В своей статье в сетевом издании «Фонтанка.ру» она писала: «Не то чтобы всё это при желании было решительно невозможно сделать в кино. Но Джон С. Бейрд идёт другим путём». Также, по мнению Шитенбург, главный герой в исполнении Макэвоя, в точности повинуясь автору романа, упивается своей глумливой находчивостью, одновременно полусознательно фиксируя распад собственной души.

## Саундтрек
В фильме прозвучали композиции различных исполнителей:
- Winter Wonderland — Clint Mansell
- DS Bruce Robertson — Clint Mansell
- The Games — Clint Mansell
- Poliswork — Clint Mansell
- Love Is Cruel — Clint Mansell
- Reeperbahn Madness — Clint Mansell
- Home Is the Darkenss — Clint Mansell
- My Name Is Frank Sidebottom — Clint Mansell
- Robbo Turns Off the Gas — Clint Mansell
- Smokey Bacon & a Kiss Goodnight — Clint Mansell
- Same Rules Apply — Clint Mansell
- Robbo’s Theme — Clint Mansell
- Bruce’s Intro — James McAvoy
- Will You Still Love Me Tomorrow — The Shirelles
- Love Really Hurts Without You — Billy Ocean
- Silver Lady — David Soul
- It’s All Over Me — Otis Blackwell
- Born To Be Wild — Wilson Pickett
- Dr.Rossi — Jim Broadbent
- Supermarket Emptiness — Clint Mansell
- Creep — Clint Mansell & Eliot Sumner
- Dr. Love — Tom Jones
- Mercy — The Third Degree
- Backdoor Santa — Clarence Carter
- Sandstorm — Dj Darude
- Mr. Vain Recall — Culture Beat
- The Little Drummer Boy — Harry Simeone Chorale
- It’s my life — Dr. Alban
- 99 Luftballons — Nena
- Down The Road (Trailer Song) — C2C
- Sandstorm — Darude
- We Are Golden (Trailer Song) — Extreme Music
- Don’t You Want Me (Hooj Mix Edit) — Felix
- Don’t You Want Me (Hooj Mix) — Felix
- Filthy | Gorgeous (Trailer Song) — Scissor Sisters
- Merry Christmas Everyone — Shakin' Stevens
- How To Start A Revolution — Some Velvet Morning
- I Wish It Could Be Christmas Everyday — Wizzard

## Награды и номинации
| Награды и номинации                    | Награды и номинации | Награды и номинации                       | Награды и номинации | Награды и номинации |
| Награда                                | Дата                | Категория                                 | Номинант            | Результат           |
| -------------------------------------- | ------------------- | ----------------------------------------- | ------------------- | ------------------- |
| Премия британского независимого кино   | 2013                | «лучший актёр»                            | Джеймс Макэвой      | Победа              |
| Премия британского независимого кино   | 2013                | «лучший режиссёр»                         | Джон С. Бейрд       | Номинация           |
| Премия британского независимого кино   | 2013                | «лучший актёр второго плана»              | Эдди Марсан         | Победа              |
| Премия британского независимого кино   | 2013                | «лучшая актриса второго плана»            | Ширли Хендерсон     | Победа              |
| Премия британского независимого кино   | 2013                | «лучший продюсер»                         | —                   | Номинация           |
| Key Art Awards                         | 2013                | «лучший трейлер»                          | Zealot Productions  | 3-е место           |
| «Империя»                              | 2014                | «лучшая мужская роль»                     | Джеймс Макэвой      | Победа              |
| «Империя»                              | 2014                | «лучший британский фильм»                 | —                   | Номинация           |
| Премия «Золотой трейлер»               | 2014                | «лучший иностранный постер»               | —                   | Номинация           |
| Премия «Золотой трейлер»               | 2014                | «лучший оригинальный иностранный трейлер» | —                   | Номинация           |
| Премия Лондонского кружка кинокритиков | 2014                | «британский актёр года»                   | Джеймс Макэвой      | Победа              |
| Премия Лондонского кружка кинокритиков | 2014                | «прорывной британский кинематографист»    | Джон С. Бейрд       | Победа              |
| Премия Лондонского кружка кинокритиков | 2014                | «британский фильм года»                   | —                   | Номинация           |
| Премия Лондонского кружка кинокритиков | 2014                | «техническое достижение за монтаж»        | Марк Эккерсли       | Номинация           |